# Мадатов, Хандадаш Кязым оглы
Хандадаш Кязым оглы Мадатов (азерб. Xandadaş Kazım oğlu Mədətov; 14 марта 1925, село Гум, Ленкоранский уезд — 13 июля 1987) — азербайджанский и советский легкоатлет, мастер спорта СССР (1949).
Чемпион СССР 1950 года (7.15 м) и рекордсмен СССР 1952 года (7.50 м) в прыжках в длину, участник летних Олимпийских игр 1952 года, бронзовый призёр II Всемирного фестиваля молодёжи и студентов (Будапешт, 1949).
С 1947 по 1958 год работал тренером в спортивном обществе «Динамо».
С 1959 года был главным преподавателем кафедры лёгкой атлетики Азербайджанского государственного института физкультуры и спорта.